# مایکل گوتلین
مایکل گوتلین (انگلیسی: Michael Guetlein؛ زادهٔ ۲۲ نوامبر ۱۹۶۷) یا مایکل گوت‌لاین ارتشبد نیروی فضایی ایالات متحده آمریکا است، که از سال ۲۰۲۴ به‌عنوان دومین جانشین فرمانده عملیات‌های فضایی فعالیت می‌کند.
گوتلین فعالیت نظامی را از سال ۱۹۹۱ در نیروی هوایی آمریکا آغاز کرد، از ۲۰۱۴ تا ۲۰۱۷ مدیر اداره سیستم‌های سنجش از دور بود، در فاصله سال‌های ۲۰۱۷ تا ۲۰۱۹ به‌عنوان مدیر طرح‌های آژانس دفاع موشکی فعالیت می‌کرد، از ۲۰۱۹ تا ۲۰۲۱ جانشین رئیس دفتر ملی شناسایی بود و از ۲۰۲۱ تا ۲۰۲۳ فرماندهی سیستم‌های فضایی را برعهده داشت.